# John Rettig
Johan (John) Robert Rettig (i riksdagen kallad Rettig i Gävle), född 18 augusti 1847 i Gävle, död där 22 juli 1907, var en svensk grosshandlare och politiker. 

## Biografi
Rettig var son till grosshandlaren och riksdagsmannen Robert Rettig samt brorson till bruksägaren och riksdagsmannen Carl Anton Rettig.
Efter studier i Gävle och Hamburg blev John Rettig 1872 grosshandlare och delägare i familjeföretaget P.C. Rettig & Co, som omfattade en tobaksfabrik samt skeppsbyggeri och rederiverksamhet. Han var företagets helägare från 1886 och framåt. Han var ledamot av centralstyrelsen för Gefleborgs Enskilda Bank från 1877 och ordförande där från 1891 samt ledamot i direktionen för Navigationsskolan i Gävle från 1886. Han var stadsfullmäktiges ordförande i Gävle stad 1887–1907 och var åren 1874–1895 även Spaniens vicekonsul i staden.
Rettig var riksdagsledamot i första kammaren för Gävle valkrets 1894–1907. I riksdagen tillhörde han det frihandelsvänliga minoritetspartiet 1894–1904 och därefter första kammarens moderata parti. Han var ledamot i bankoutskottet 1897–1907 (från 1906 som utskottets ordförande) och engagerade sig främst i näringspolitik.
Han är begravd i Gamla kyrkogården i Gävle.